# Équipe de Grèce féminine de football
Cet article traite de l'équipe féminine. Pour l'équipe masculine, voir Équipe de Grèce de football.
L'équipe de Grèce féminine de football est constituée par une sélection des meilleures joueuses grecques sous l'égide de la Fédération de Grèce de football.

## Classement FIFA
| Année              | 2003 | 2004 | 2005 | 2006 | 2007 | 2008 | 2009 | 2010 | 2011 | 2012 | 2013 | 2014 | 2015 | 2016 | 2017 | 2018 | 2019 | 2020 | 2021 | 2022 | 2023 |
| ------------------ | ---- | ---- | ---- | ---- | ---- | ---- | ---- | ---- | ---- | ---- | ---- | ---- | ---- | ---- | ---- | ---- | ---- | ---- | ---- | ---- | ---- |
| Classement mondial | 57   | 53   | 55   | 55   | 51   | 53   | 54   | 57   | 59   | 60   | 65   | 69   | 68   | 62   | 64   | 66   | 62   | 63   | 60   | 62   | 62   |

## Palmarès

### Parcours enCoupe du monde
- 1991 : Équipe inexistante
- 1995 : Non qualifiée
- 1999 : Non qualifiée
- 2003 : Non qualifiée
- 2007 : Non qualifiée
- 2011 : Non qualifiée
- 2015 : Non qualifiée
- 2019 : Non qualifiée
- 2023 : Non qualifiée
- 2027 : À venir

### Parcours enChampionnat d'Europe
- 1984 : Équipe inexistante
- 1987 : Équipe inexistante
- 1989 : Équipe inexistante
- 1991 : Équipe inexistante
- 1993 : Non qualifiée
- 1995 : Non qualifiée
- 1997 : Non qualifiée
- 2001 : Non qualifiée
- 2005 : Non qualifiée
- 2009 : Non qualifiée
- 2013 : Non qualifiée
- 2017 : Non qualifiée
- 2022 : Non qualifiée
- 2025 : Non qualifiée

### Jeux olympiques
- 1996 : Non qualifiée
- 2000 : Non qualifiée
- 2004 : 1er tour
- 2008 : Non qualifiée
- 2012 : Non qualifiée
- 2016 : Non qualifiée
- 2021 : Non qualifiée
- 2024 : Non qualifiée
- 2028 : À venir
- 2032 : À venir